# Fußball-Oberliga 2012/13
Die Saison 2012/13 der Oberliga war die fünfte Saison der Oberliga als fünfthöchste Spielklasse im Fußball in Deutschland nach Einführung der 3. Liga als dritthöchste Spielklasse zur Saison 2008/09 und der Herabstufung der Regionalliga zur vierthöchsten Spielklasse.

## Veränderungen
Durch die Auflösung der NRW-Liga gingen daraus die wieder eingeführte Oberliga Westfalen sowie die Oberliga Niederrhein und die Mittelrheinliga hervor. Die Oberliga Südwest firmierte ab dieser Saison unter dem Namen Oberliga Rheinland-Pfalz/Saar.

## Oberligen
- Oberliga Baden-Württemberg 2012/13
- Bayernliga 2012/13 in zwei Staffeln (Nord und Süd)
- Bremen-Liga 2012/13
- Oberliga Hamburg 2012/13
- Hessenliga 2012/13
- Mittelrheinliga 2012/13
- Oberliga Niederrhein 2012/13
- Oberliga Niedersachsen 2012/13
- Oberliga Nordost 2012/13 in zwei Staffeln (Nord und Süd)
- Oberliga Rheinland-Pfalz/Saar 2012/13
- Schleswig-Holstein-Liga 2012/13
- Oberliga Westfalen 2012/13

## Aufstieg und Relegation zur Regionalliga

### Regionalliga Bayern
In der Regionalliga Bayern wurden für die Saison 2013/14 zwei Plätze in der Relegation vergeben. Daran nahmen die beiden Vizemeister der Staffeln Nord und Süd der Bayernliga sowie der Tabellensechzehnte und -siebzehnte der Regionalliga teil.
Folgende Mannschaften qualifizierten sich sportlich für die Relegationsspiele:
- Tabellen-16. der Regionalliga Bayern: FC Augsburg II
- Tabellen-17. der Regionalliga Bayern: SpVgg Bayern Hof
- Zweitbestplatzierter Anwärter der Bayernliga Staffel Nord: TSV Großbardorf
- Zweitbestplatzierter Anwärter der Bayernliga Staffel Süd: BC Aichach

Die beiden Regionalligisten setzten sich schließlich klar durch und verblieben in der Regionalliga, während Aichach und Großbardorf in der Bayernliga verblieben.
| Datum      |                 | Gesamt |                  | Hinspiel  | Rückspiel |
| ---------- | --------------- | ------ | ---------------- | --------- | --------- |
| 29.5./1.6. | BC Aichach      | 2:5    | FC Augsburg II   | 1:0 (1:0) | 1:5 (1:2) |
| 29.5./1.6. | TSV Großbardorf | 4:8    | SpVgg Bayern Hof | 1:6 (0:3) | 3:2 (1:2) |

### Regionalliga Nord
In der Regionalliga Nord wurden für die Saison 2013/14 zwei Plätze in der Aufstiegsrunde vergeben. Daran nahmen der Meister der Schleswig-Holstein-Liga und der Vizemeister der Oberliga Niedersachsen sowie die bestplatzierten Lizenzanwärter für die Regionalliga Nord der Bremen-Liga und Oberliga Hamburg teil.
Folgende Mannschaften qualifizierten sich sportlich für die Aufstiegsrunde:
- Bestplatzierter Anwärter der Bremen-Liga: Brinkumer SV
- Bestplatzierter Anwärter der Oberliga Hamburg: Eintracht Norderstedt
- Vizemeister der Oberliga Niedersachsen: Lupo Martini Wolfsburg
- Meister der Schleswig-Holstein-Liga: SV Eichede

| Datum  |                        | Ergebnis  |                        |
| ------ | ---------------------- | --------- | ---------------------- |
| 1.6.   | Eintracht Norderstedt  | 1:0 (0:0) | Lupo Martini Wolfsburg |
| 1.6.   | Brinkumer SV           | 1:3 (0:2) | SV Eichede             |
| 4.6. 1 | Lupo Martini Wolfsburg | 1:1 (0:0) | SV Eichede             |
| 4.6. 2 | Eintracht Norderstedt  | 4:0 (2:0) | Brinkumer SV           |
| 8.6.   | SV Eichede             | 2:0 (2:0) | Eintracht Norderstedt  |
| 8.6.   | Lupo Martini Wolfsburg | 4:0 (2:0) | Brinkumer SV           |

| Pl. | Verein                 | Sp. | S | U | N | Tore    | Diff. | Punkte |
| --- | ---------------------- | --- | - | - | - | ------- | ----- | ------ |
| 1.  | SV Eichede             | 3   | 2 | 1 | 0 | 006:200 | +4    | 07     |
| 2.  | Eintracht Norderstedt  | 3   | 2 | 0 | 1 | 005:200 | +3    | 06     |
| 3.  | Lupo Martini Wolfsburg | 3   | 1 | 1 | 1 | 005:200 | +3    | 04     |
| 4.  | Brinkumer SV           | 3   | 0 | 0 | 3 | 001:110 | −10   | 0      |